# Sommet du G20 de 2022
Le Sommet du G20 de 2022 est la dix-septième réunion du Groupe des Vingt (G20), un sommet qui a lieu à Bali, en Indonésie, les 15 et 16 novembre 2022,,,,,. 
La présidence indonésienne débute le 1er décembre 2021, menant au sommet du quatrième trimestre 2022. La cérémonie de passation de pouvoir à la présidence s'est déroulée comme un événement intime, au cours duquel le marteau de la présidence du G20 est transféré du président du Conseil des ministres d'Italie Mario Draghi au président indonésien Joko Widodo à la clôture du sommet de Rome.

## Premiers sujets
Le sommet du G20 de 2022 vise à :
- Promouvoir la résilience économique nationale et les efforts de relance après la pandémie de COVID-19 ;
- Promouvoir les réalisations de l'Indonésie en matière de réforme et de démocratie ;
- Promouvoir le leadership et l'engagement de l'Indonésie envers les problèmes mondiaux ;
- Promouvoir la culture, le tourisme et les industries créatives ;
- Optimiser les autres intérêts nationaux.

## Les priorités de l'Indonésie
La présidence indonésienne du G20 a défini trois questions prioritaires, à savoir l'architecture de la santé mondiale, la transformation de l'économie numérique et la transition énergétique, comme stratégie de sortie globale pour soutenir la reprise mondiale. Le G20 Indonésie saisira cet élan pour établir un développement durable et inclusif tout en explorant de nouvelles voies pour façonner un G20 plus adaptatif face à la crise future. Les priorités sont :
- Architecture mondiale de la santé ;
- Transformation de l'économie numérique ;
- Transition énergétique.

## Ordres du jour
En tant que pays hôte du sommet de 2022 et occupant la présidence, l'Indonésie s'engage à organiser ces réunions, comme suit :
- 2022 G20 Bali, sommet de l'Indonésie ;
- Réunion ministérielle et des gouverneurs des banques centrales du G20 en Indonésie (Finance Track) 2022 ;
- réunion 2022 du G20 Indonésie Sherpa (Sherpa Track) ;
- Réunion des députés indonésiens du G20 de 2022 ;
- ordre du jour 2022 du groupe de travail du G20 sur l'Indonésie ;
- ordre du jour 2022 du groupe de mobilisation du G20 en Indonésie ;
- Événements parallèles du G20 2022 en Indonésie.

## Réunion ministérielle et des gouverneurs des banques centrales du G20 2022 en Indonésie (Finance Track)
Les priorités sont les suivantes :
- Synchroniser les stratégies de sortie pour soutenir la reprise mondiale
- Contenir l'effet cicatriciel de la pandémie sur l'économie pour soutenir une croissance future plus forte
- Renforcement du système de paiement dans le domaine numérique
- Promouvoir la finance durable
- Développer un système financier inclusif
- L'agenda fiscal international[7]

## Ordres du jour du groupe de mobilisation du G20 en Indonésie pour 2022
Le G20 Indonésie a formé 10 groupes d'engagement pour aider diverses parties prenantes indépendantes à élaborer des propositions et à présenter des recommandations politiques non contraignantes aux dirigeants du G20. Cet événement aura plusieurs agendas, tels que :
- Entreprise de vingt (B20)
- Science des vingt (S20)
- Travail des vingt (L20)
- Parlement des Vingt (P20)
- Civil des Vingt (C20)
- Pensez à vingt (T20)
- Jeune de vingt ans (Y20)
- Femme de vingt ans (W20)
- Urbain des Vingt (U20)
- Institution supérieure de contrôle des vingt (ISC20)
- Sports des vingt (SP20)

## Leaders participants attendus

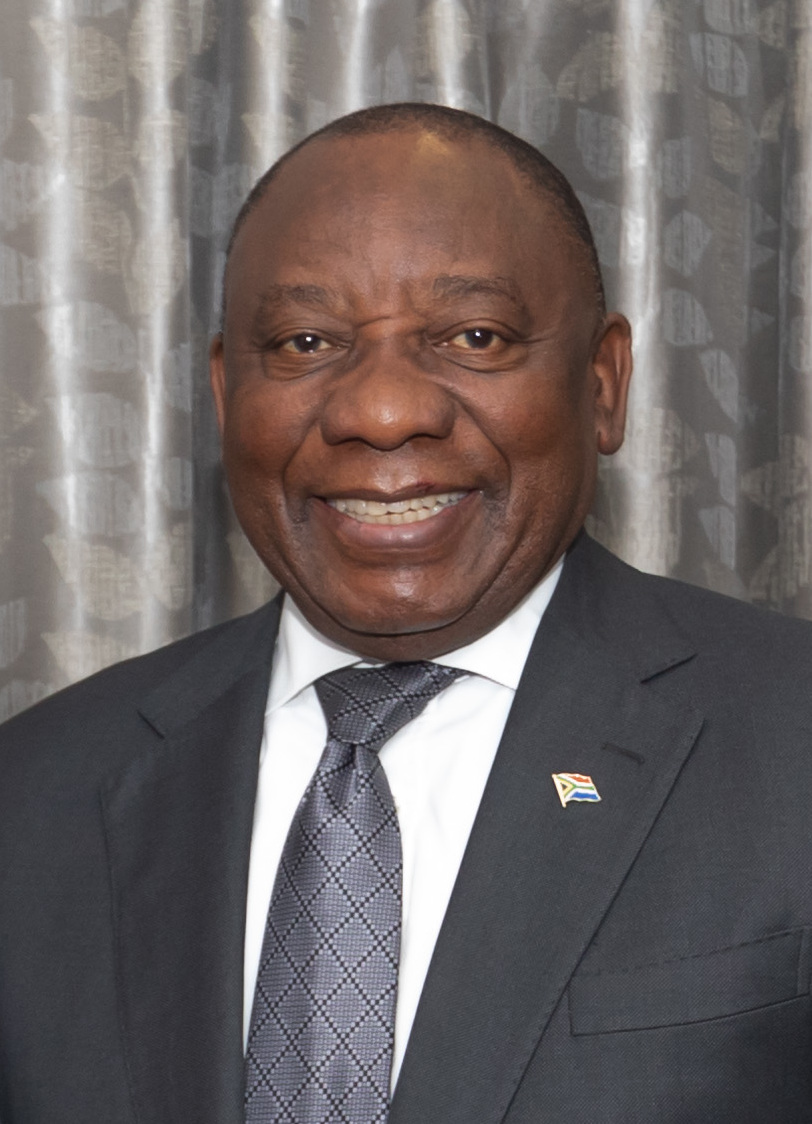
ZAF Cyril Ramaphosa, président
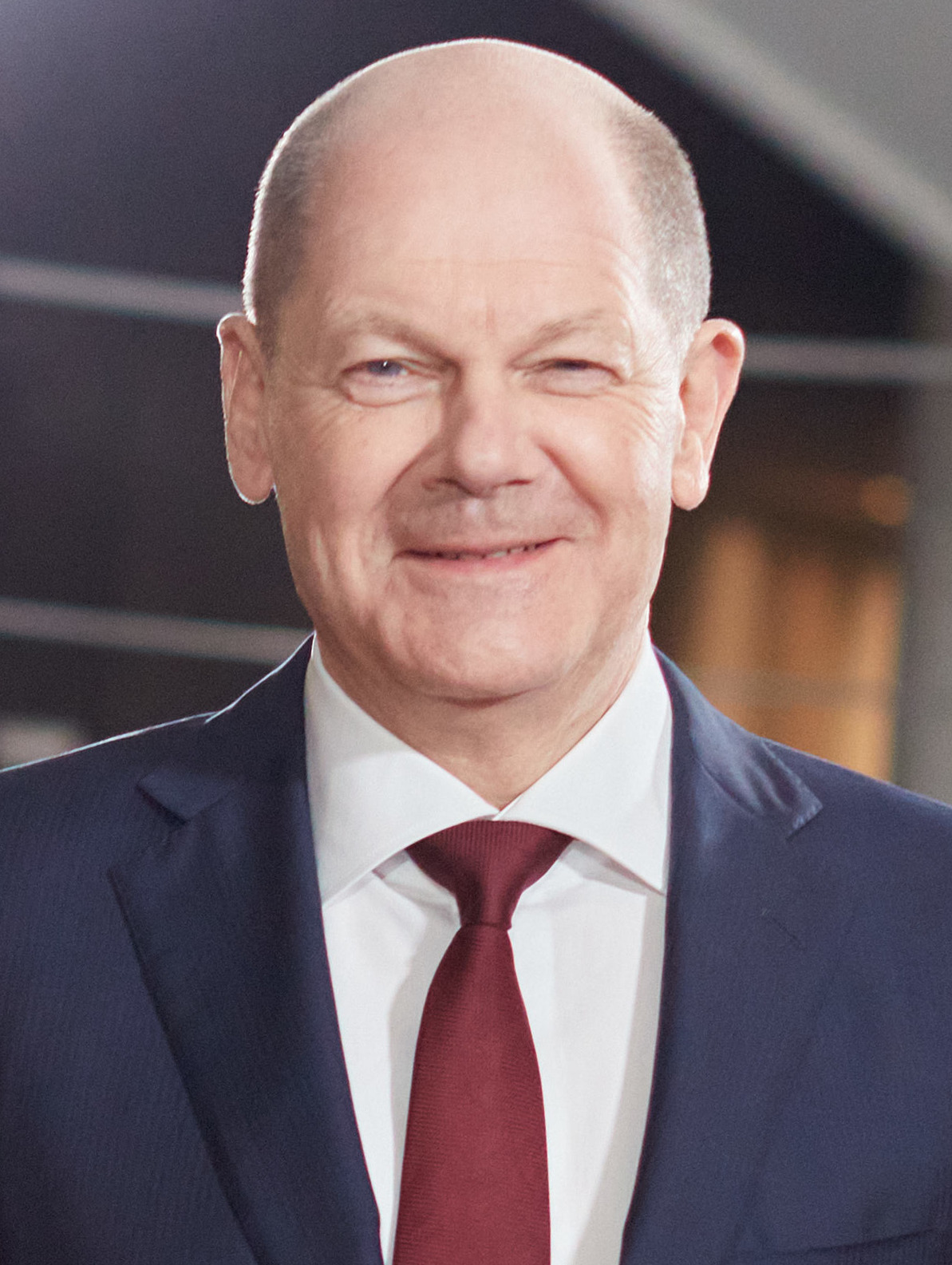
DEU Olaf Scholz, chancelier
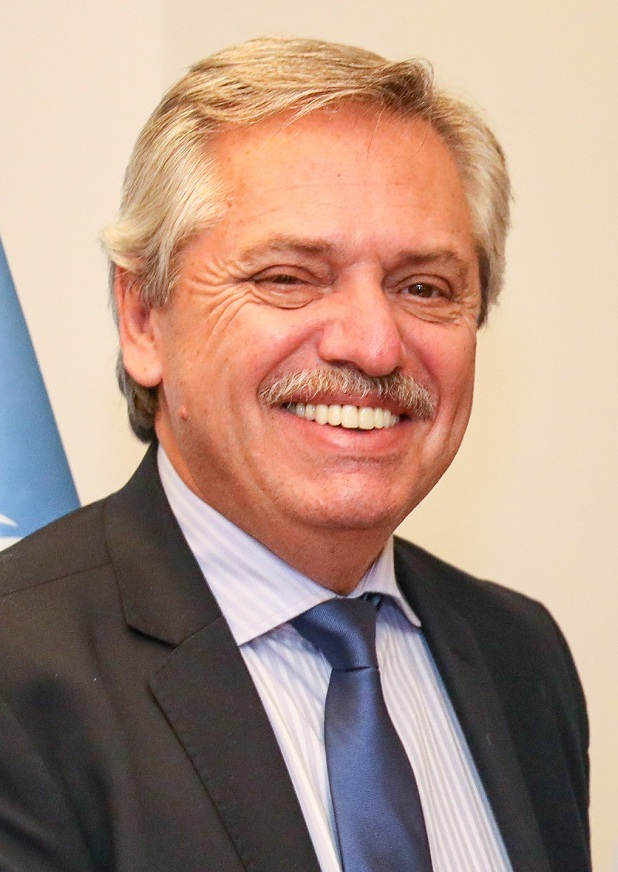
ARG Alberto Fernández, président
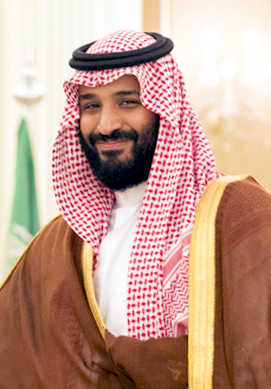
SAU Mohammed ben Salmane, prince héritier et Premier ministre
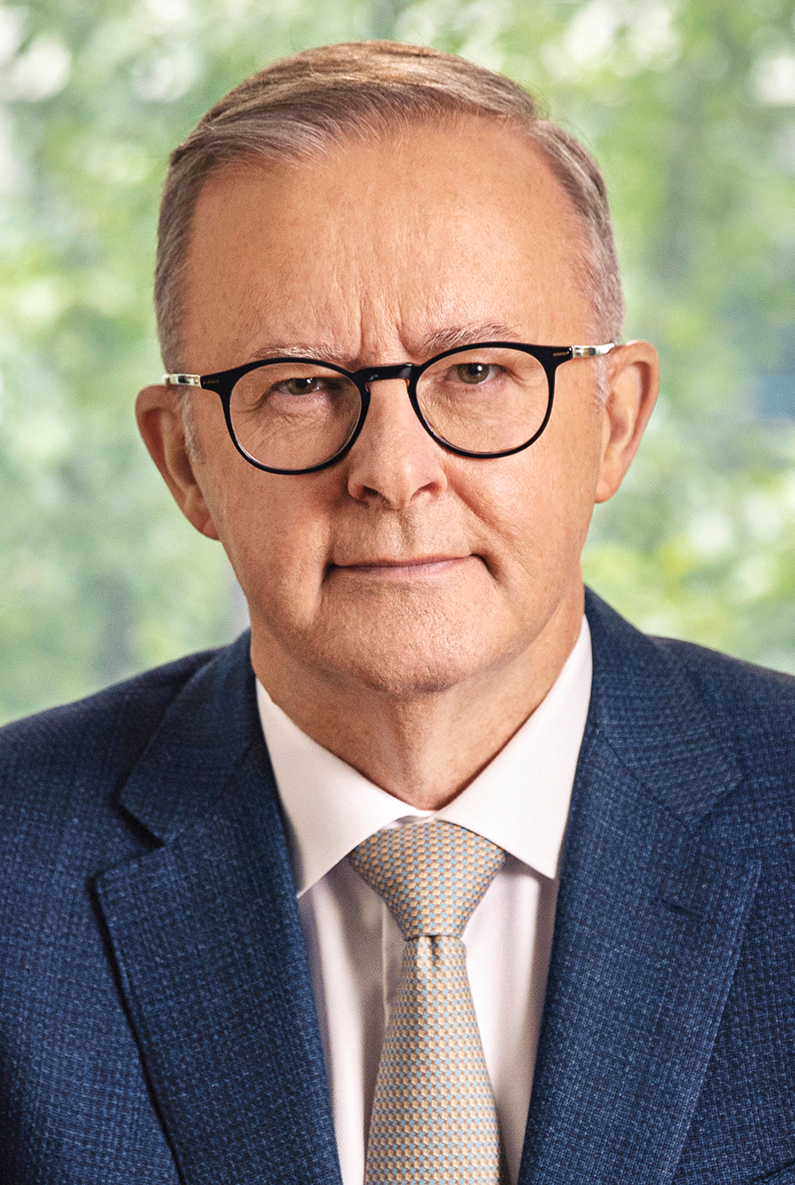
AUS Anthony Albanese, Premier ministre
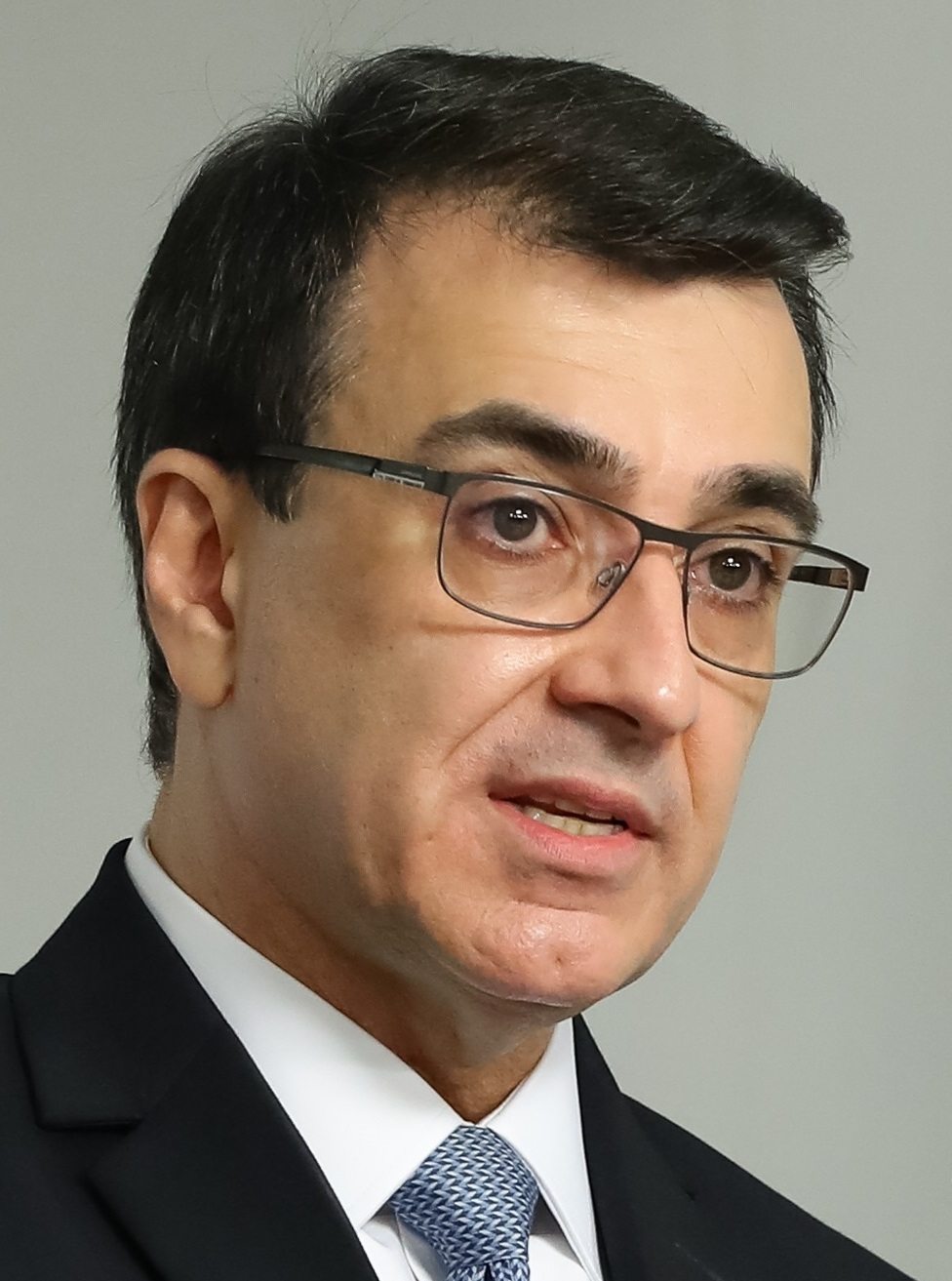
BRA Carlos Alberto França, ministre des affaires étrangères
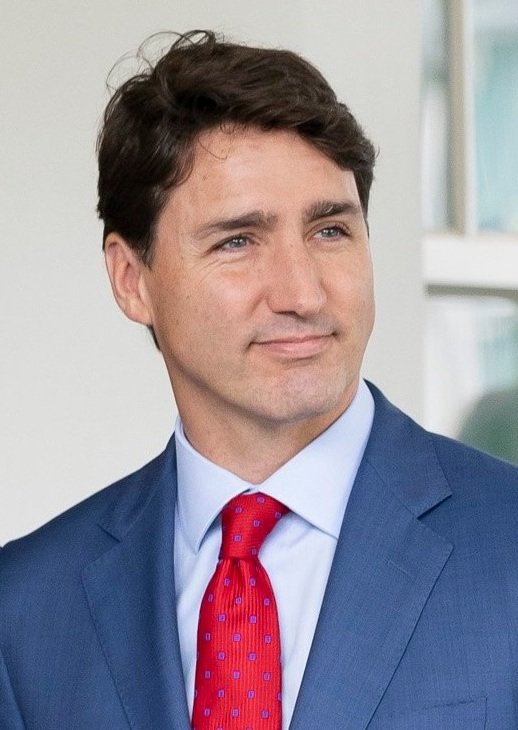
CAN Justin Trudeau, Premier ministre
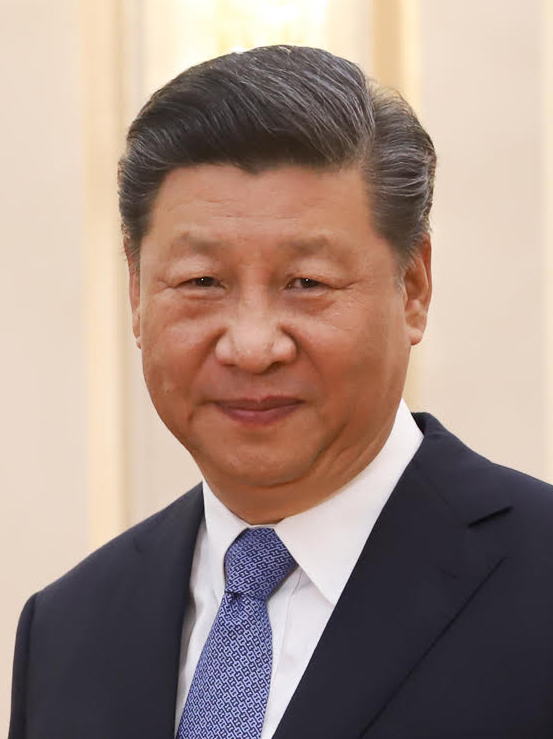
CHN Xi Jinping, Président
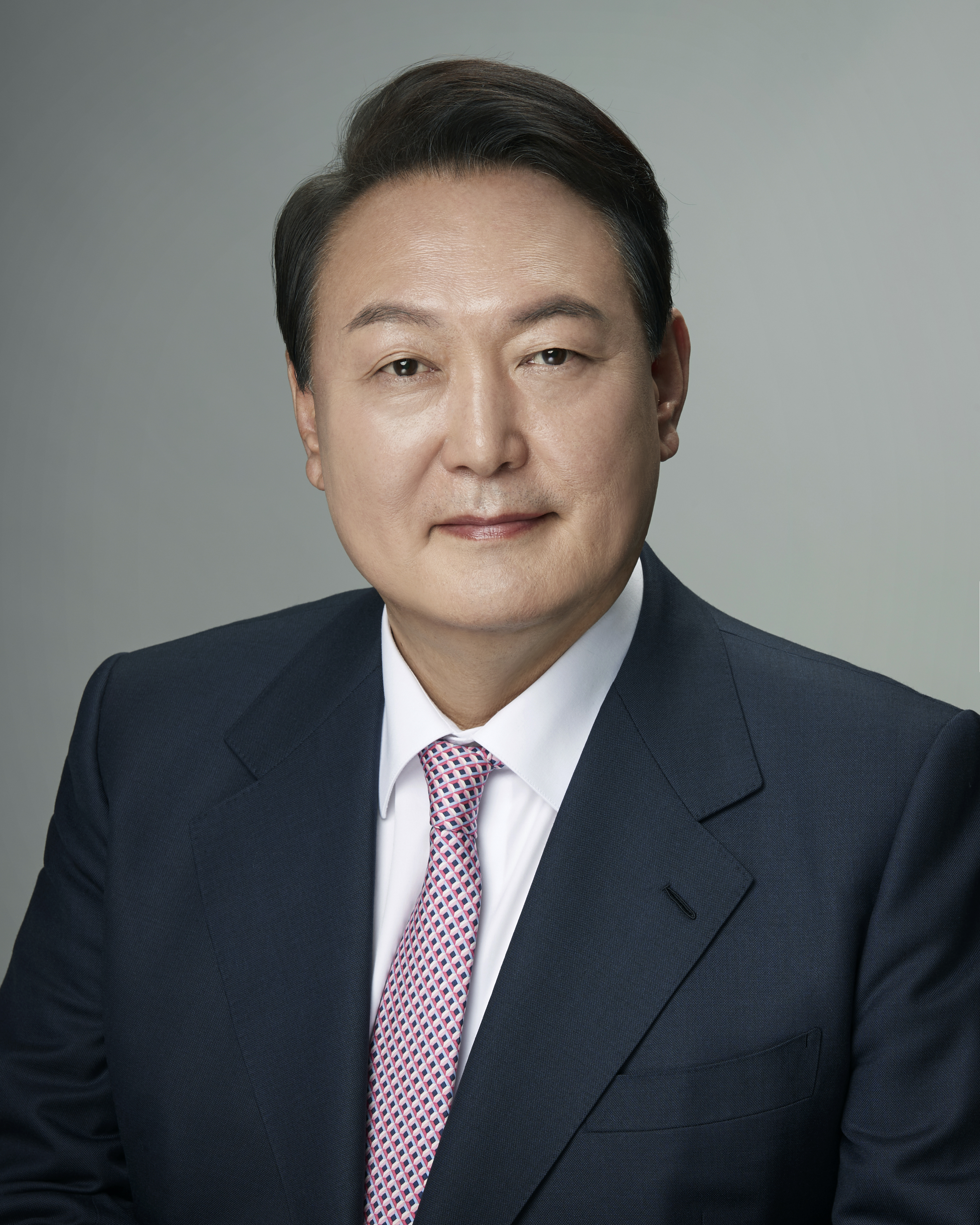
KOR Yoon Suk-yeol, président
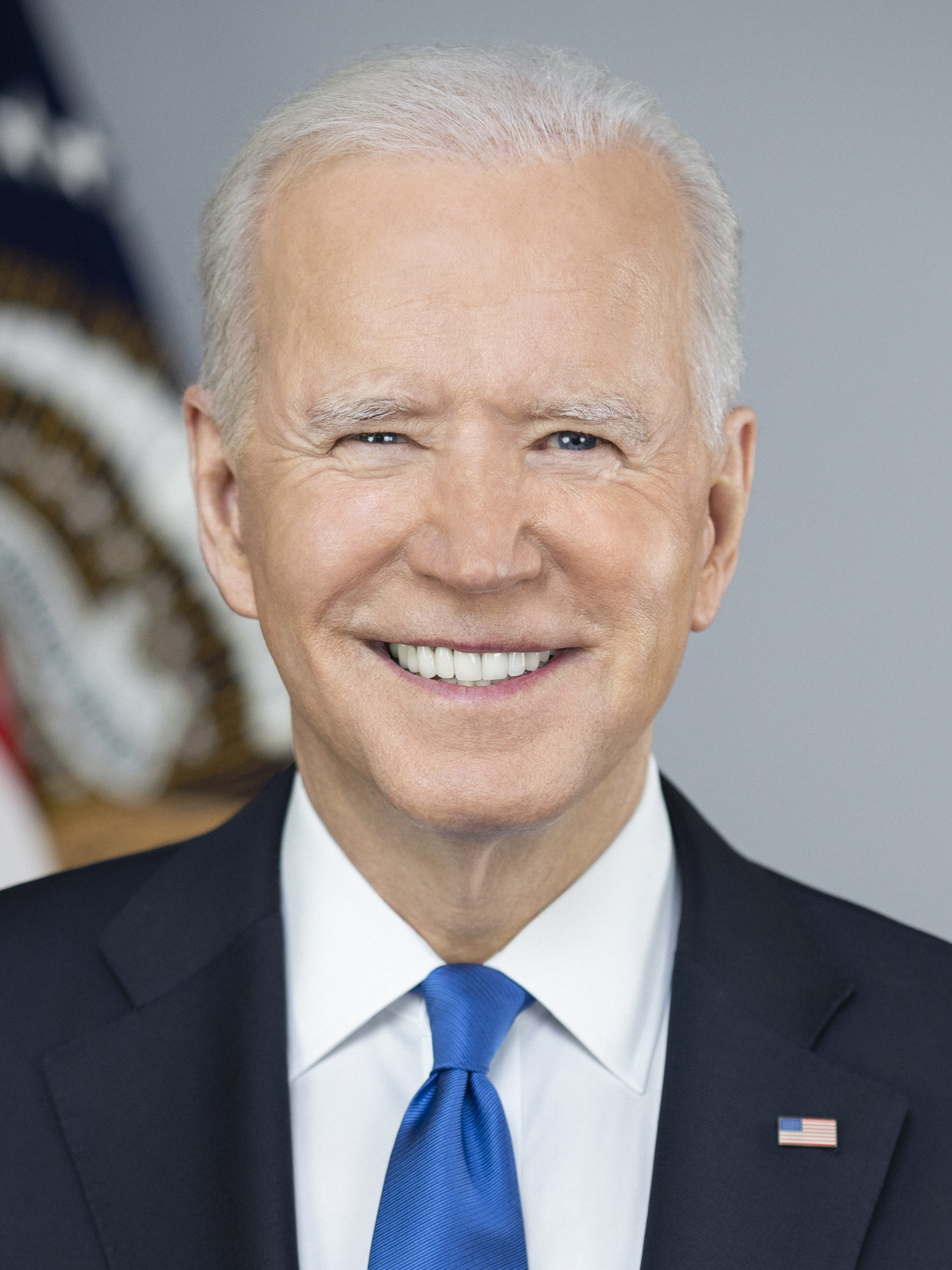
USA Joe Biden, président
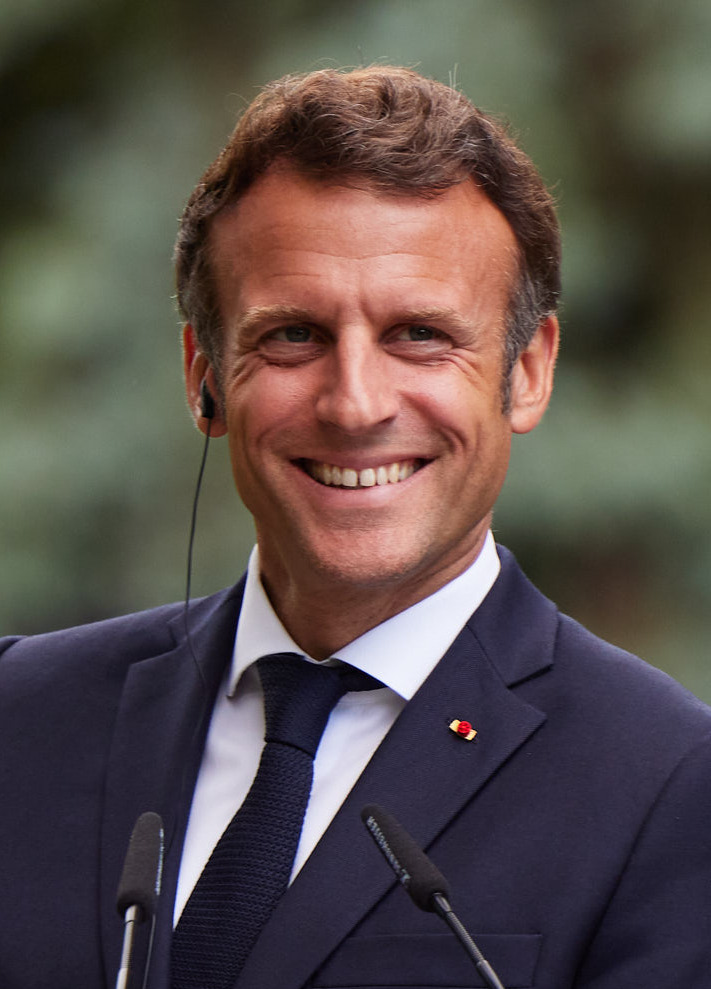
FRA Emmanuel Macron, président
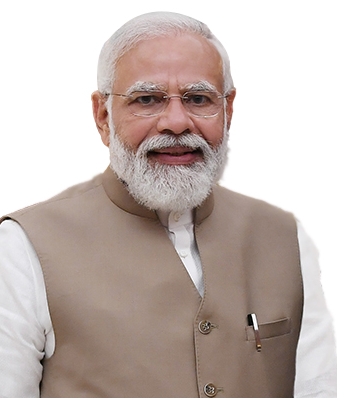
IND Narendra Modi, Premier ministre
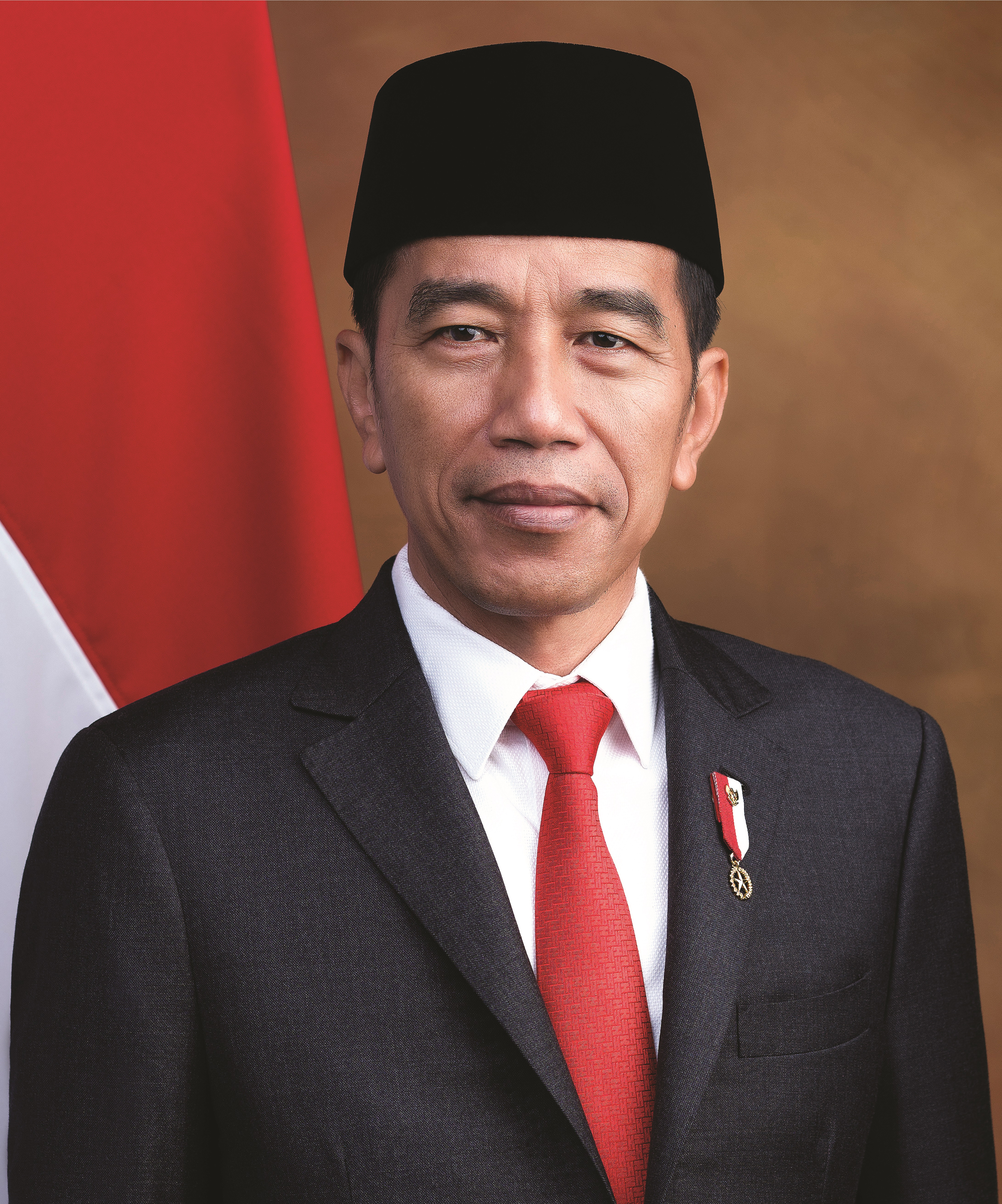
IDN Joko Widodo, président (hôte)
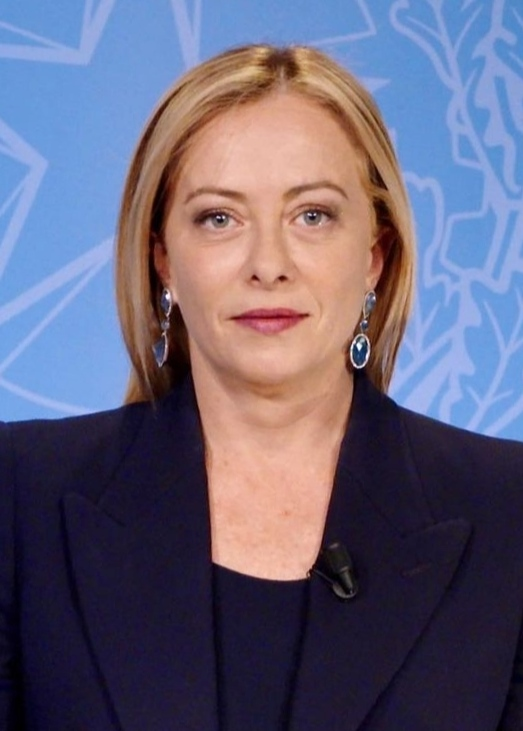
ITA Giorgia Meloni, présidente du Conseil
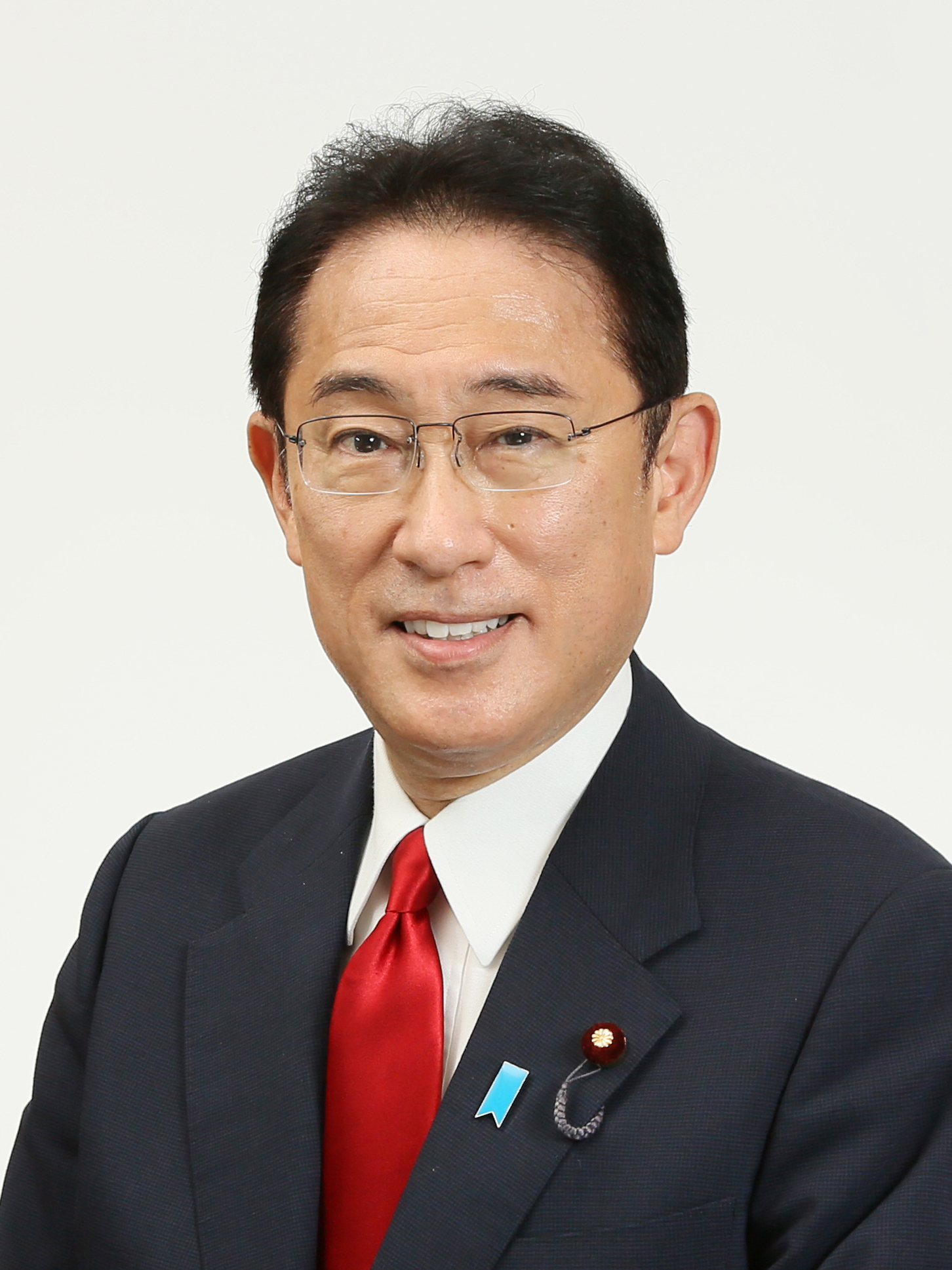
JPN Fumio Kishida, Premier ministre
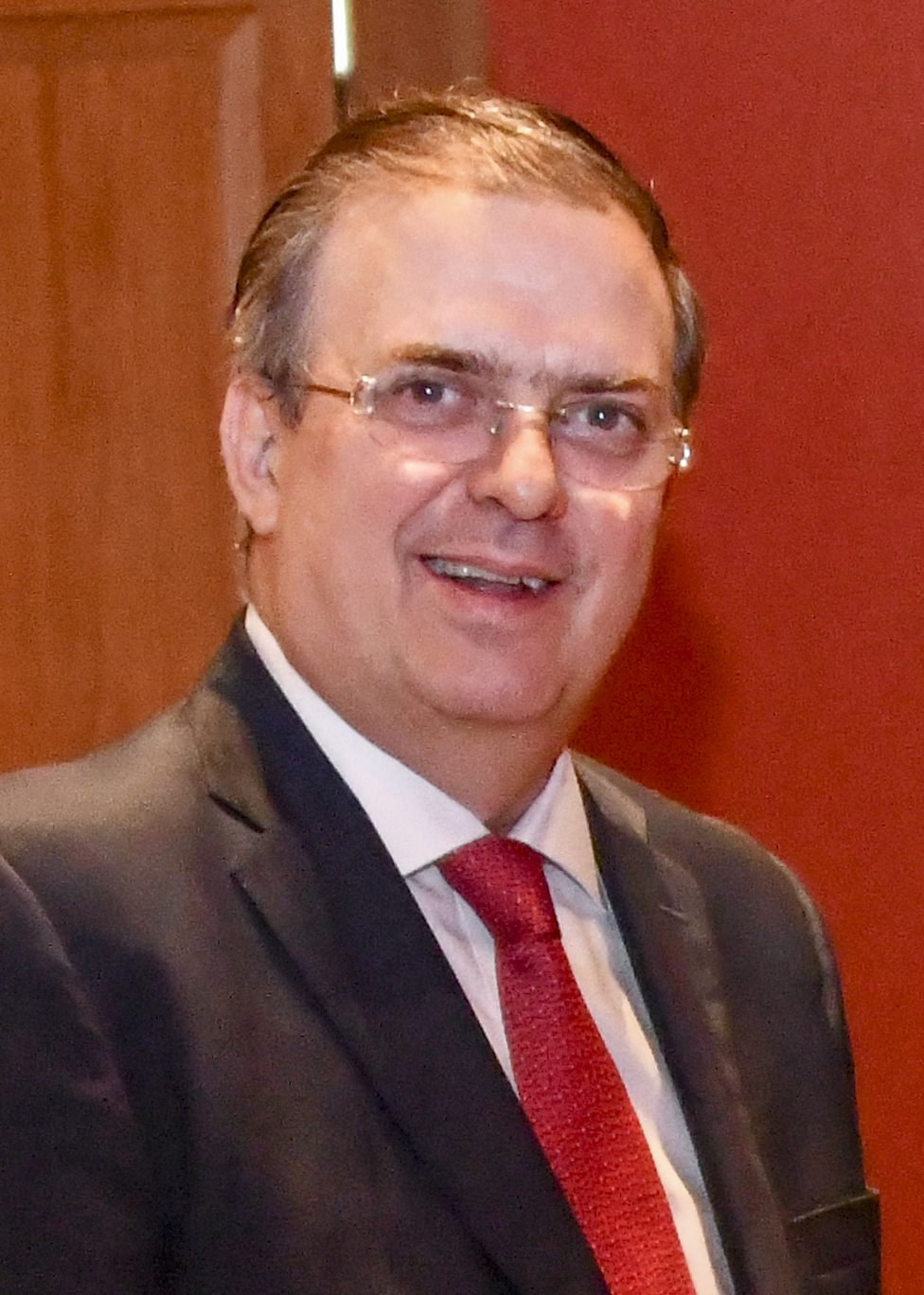
MEX Marcelo Ebrard, ministre des relations extérieures
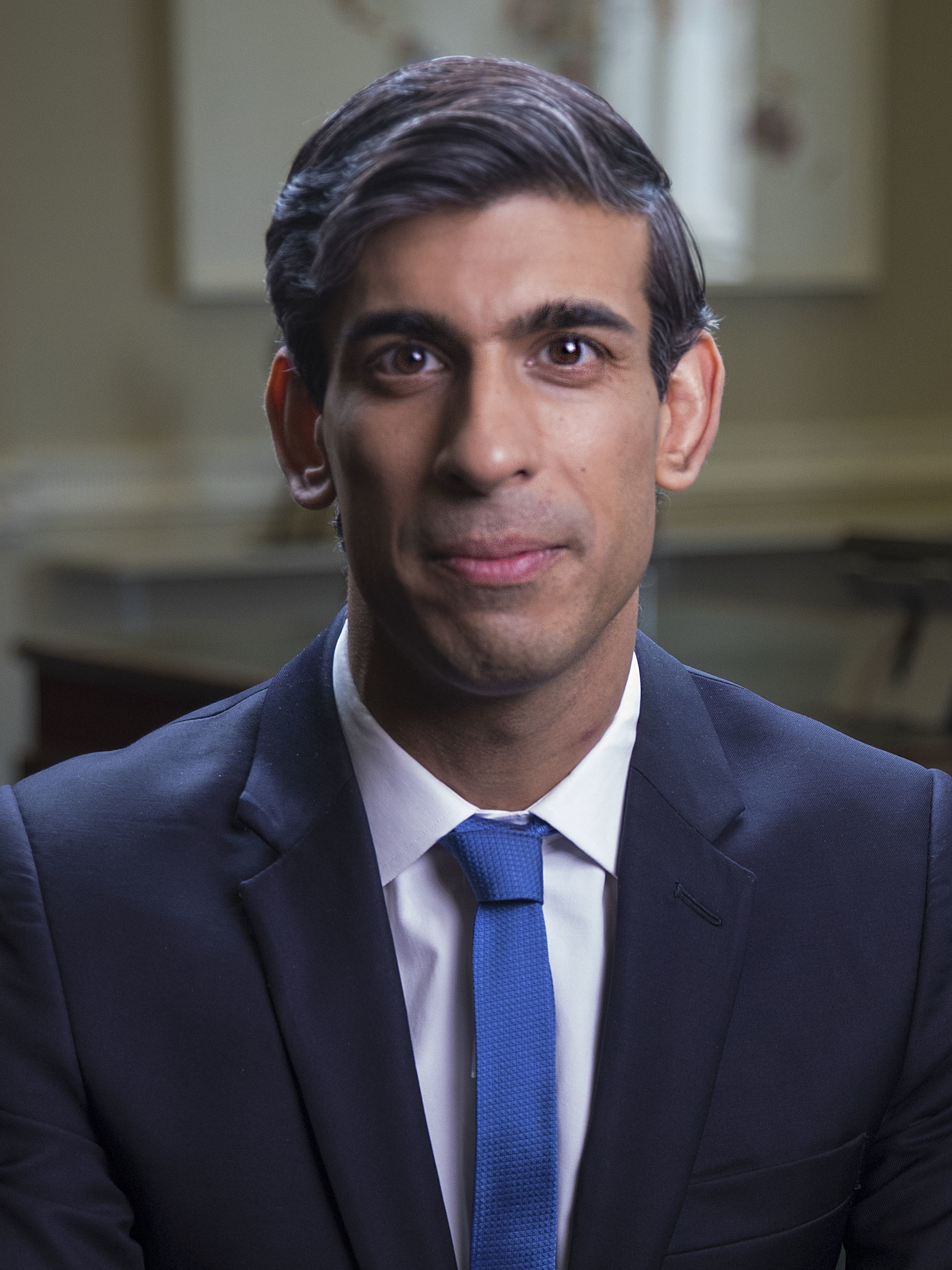
GBR Rishi Sunak, Premier ministre
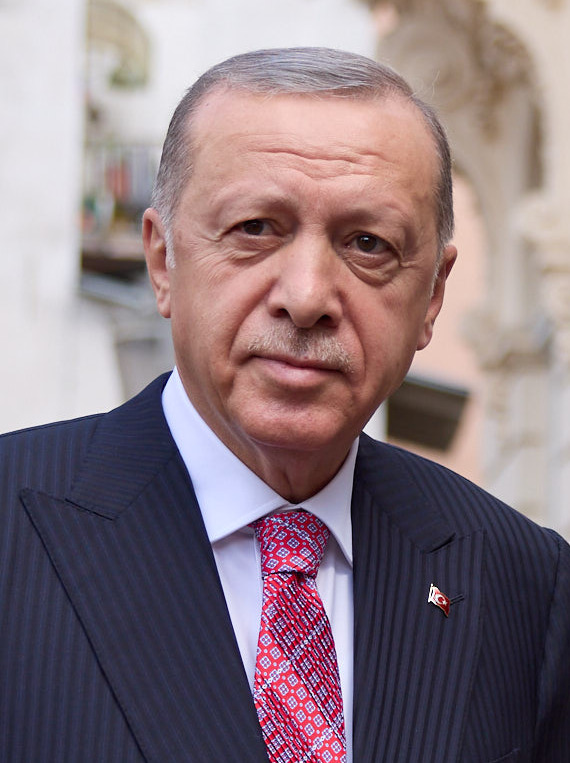
TUR Recep Tayyip Erdoğan, président
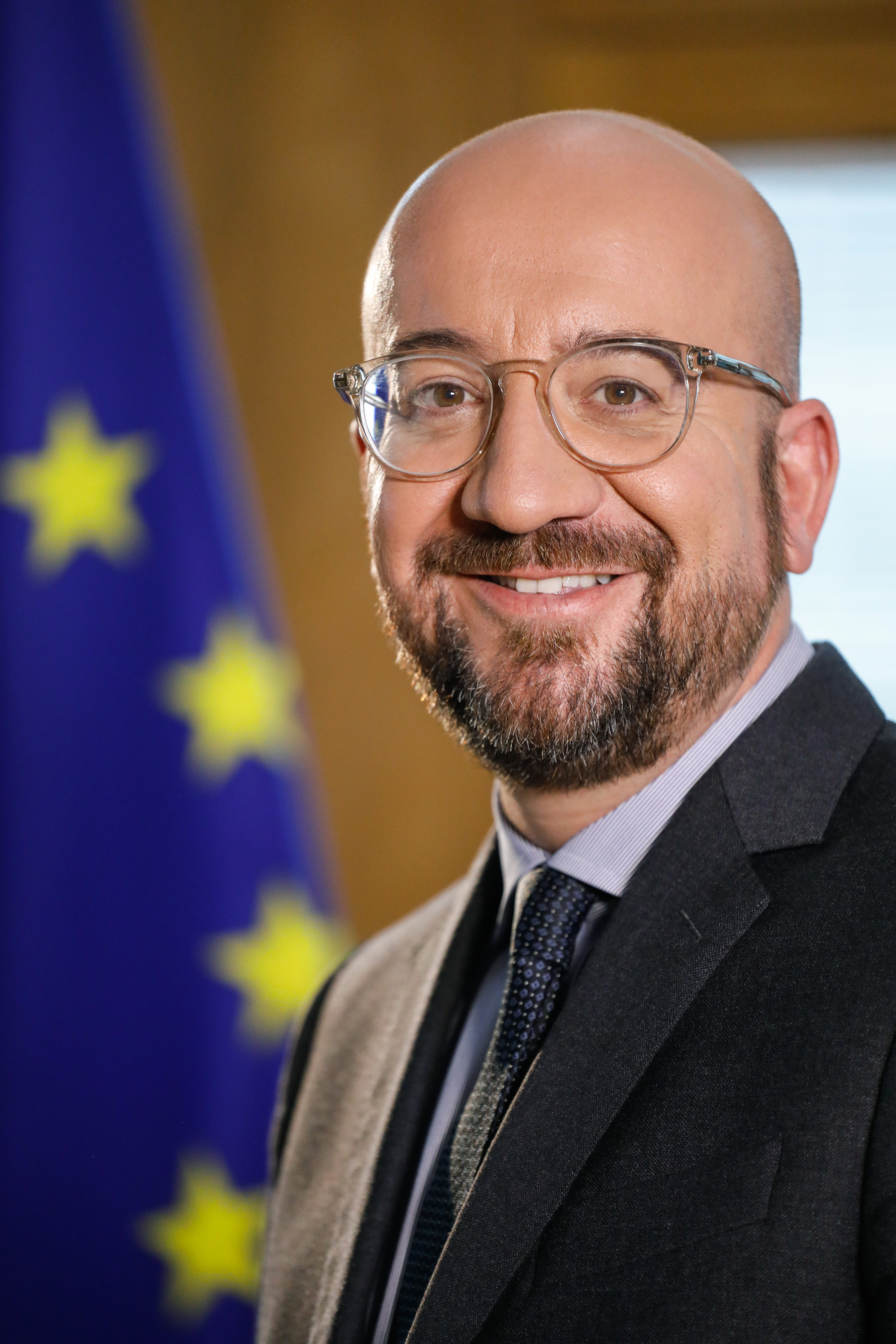
' Charles Michel, président du Conseil européen
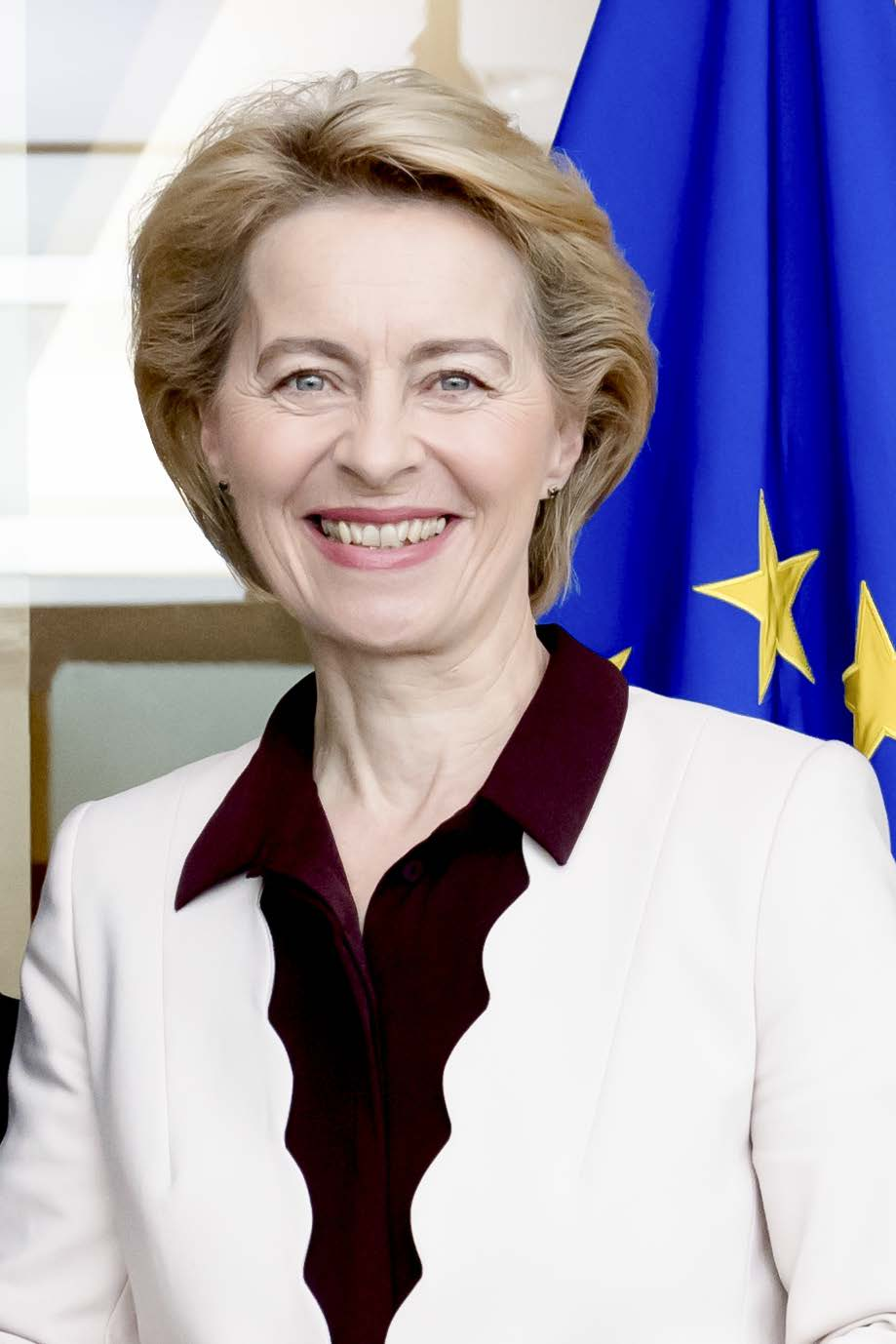
' Ursula von der Leyen, présidente de la Commission européenne

- Afrique du Sud

Cyril Ramaphosa, président
- Allemagne

Olaf Scholz, chancelier
- Argentine

Alberto Fernández, président
- Arabie saoudite 
Mohammed ben Salmane, prince héritier et Premier ministre
- Australie

Anthony Albanese, Premier ministre
- Brésil

Carlos Alberto França, ministre des affaires étrangères
- Canada

 Justin Trudeau, Premier ministre
- Chine

Xi Jinping, Président
- Corée du Sud

Yoon Suk-yeol, président
- États-Unis

 Joe Biden, président
- France

Emmanuel Macron, président
- Inde

Narendra Modi, Premier ministre
- Indonésie

Joko Widodo, président (hôte)
- Italie

Giorgia Meloni, présidente du Conseil
- Japon

 Fumio Kishida, Premier ministre
- Mexique

Marcelo Ebrard, ministre des relations extérieures
- Royaume-Uni

Rishi Sunak, Premier ministre
- Turquie

Recep Tayyip Erdoğan, président
- Union européenne

Charles Michel, président du Conseil européen
- Union européenne

Ursula von der Leyen, présidente de la Commission européenne

## Invités

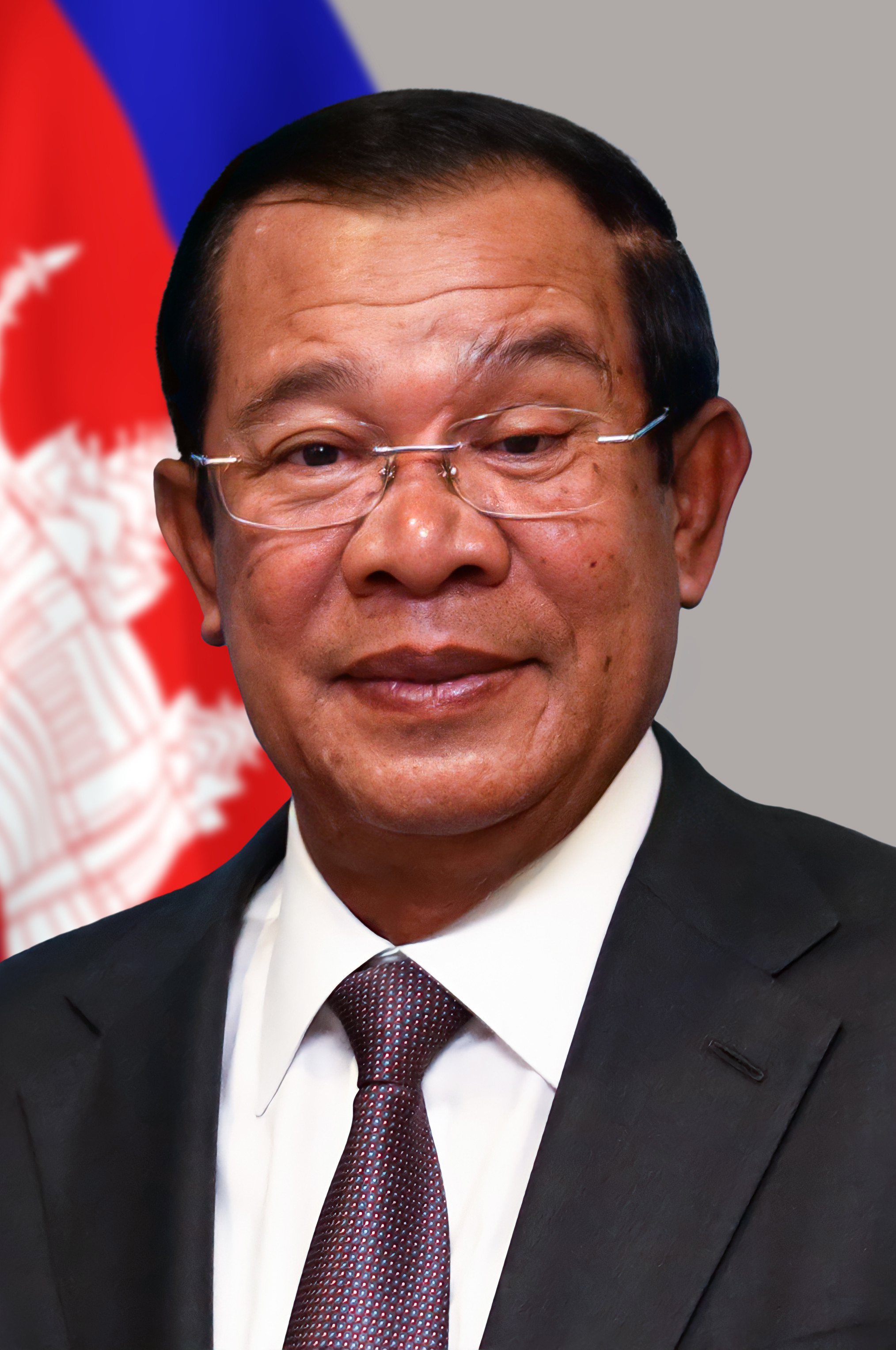
CAM Hun Sen, Premier ministre Président de l'ANASE de 2022
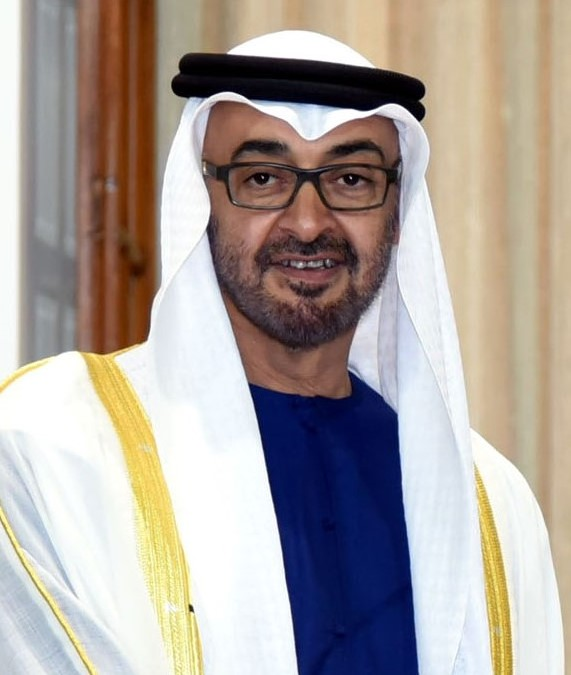
UAE Mohammed ben Zayed Al Nahyane, président Invité
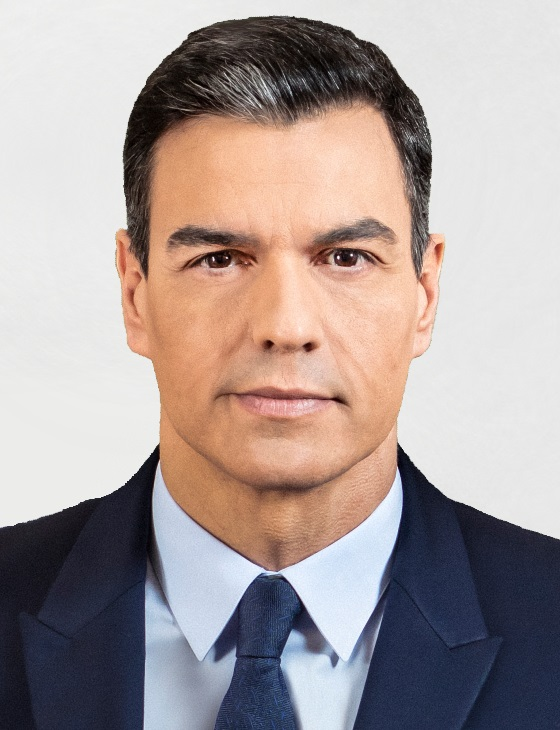
ESP Pedro Sánchez, président du gouvernement Invité permanent
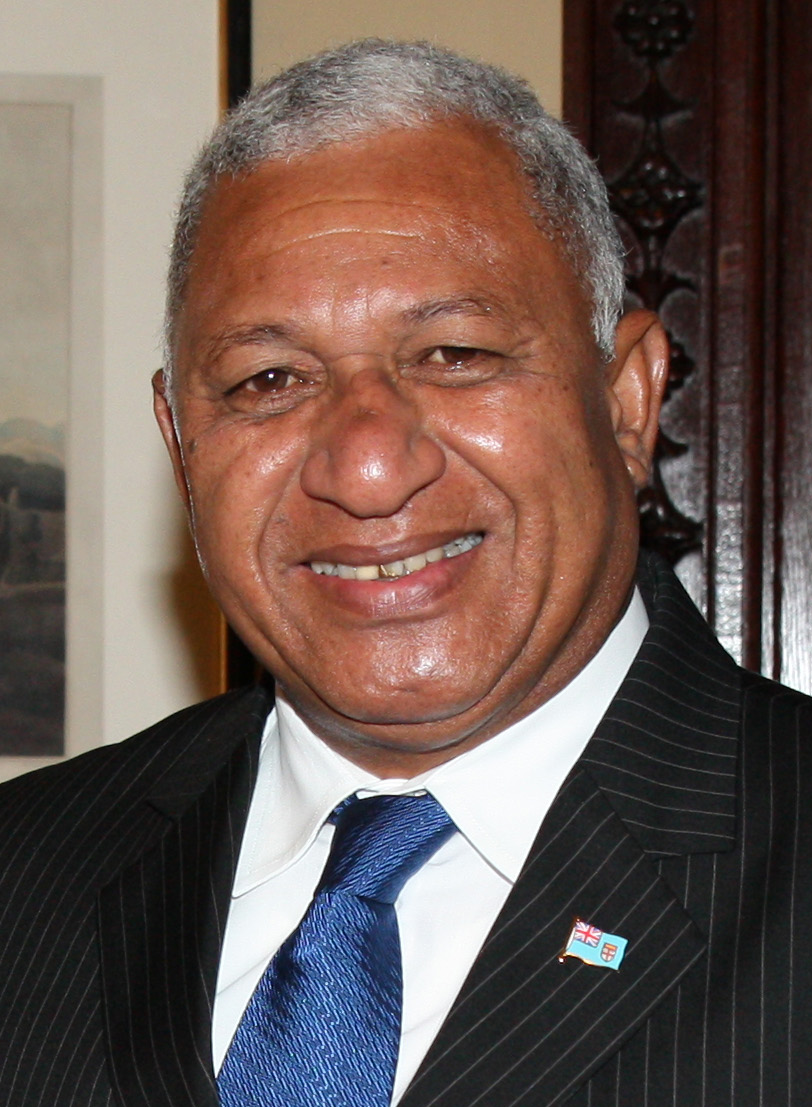
FIJ Frank Bainimarama, Premier ministre Président de l'FIP de 2022
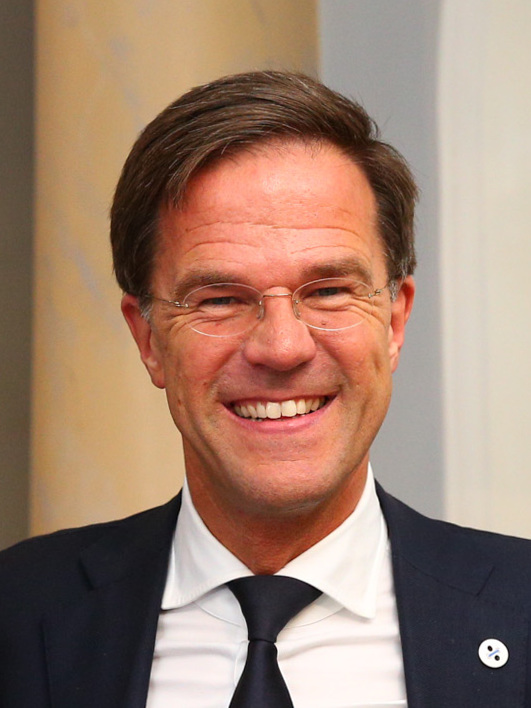
NED Mark Rutte, Premier ministre Invité permanent
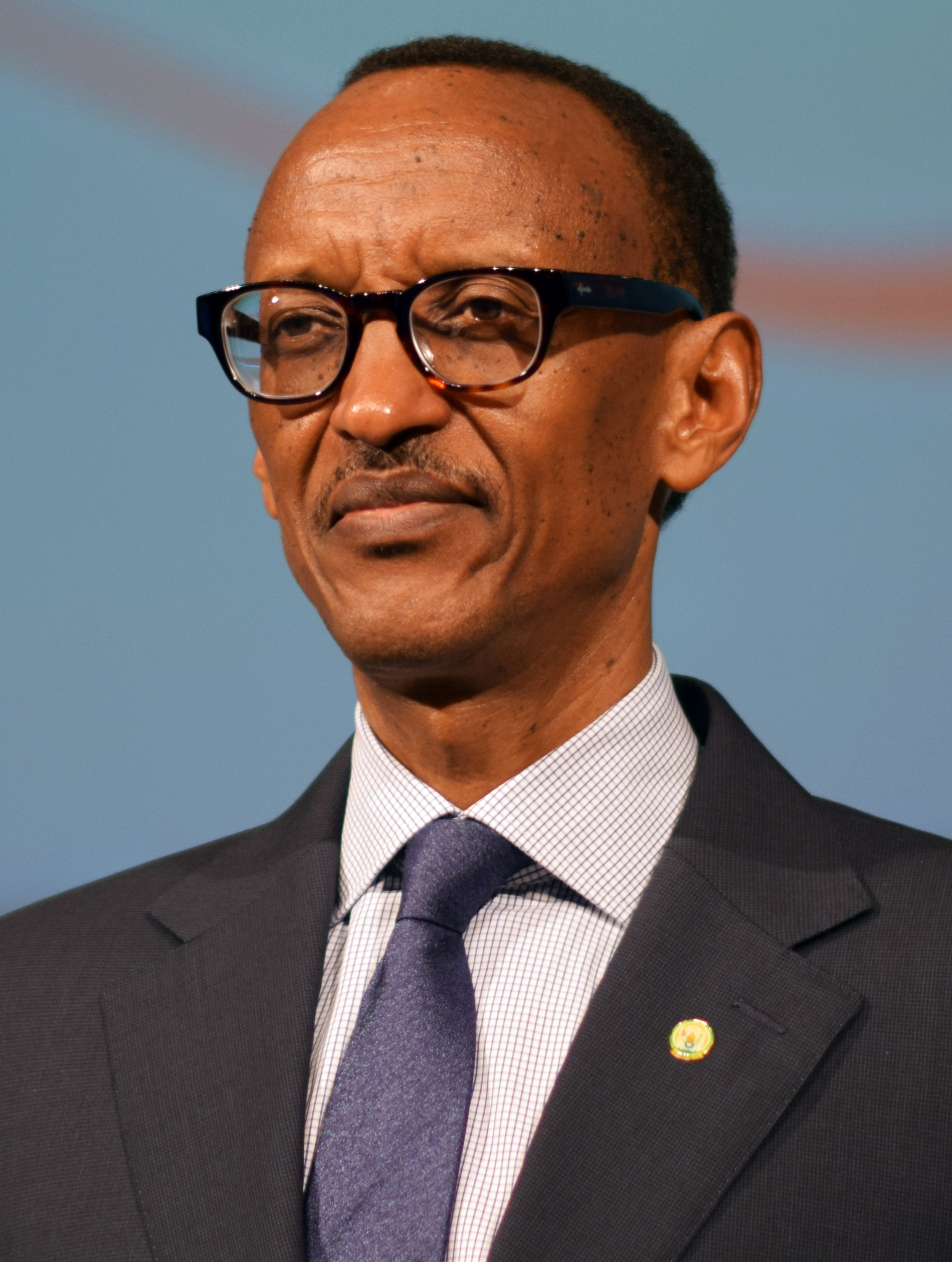
RWA Paul Kagame, président Président du NEPAD de 2020
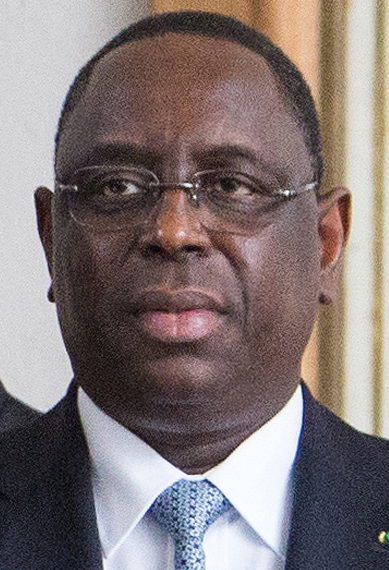
SEN Macky Sall Président, président de l'UA de 2022
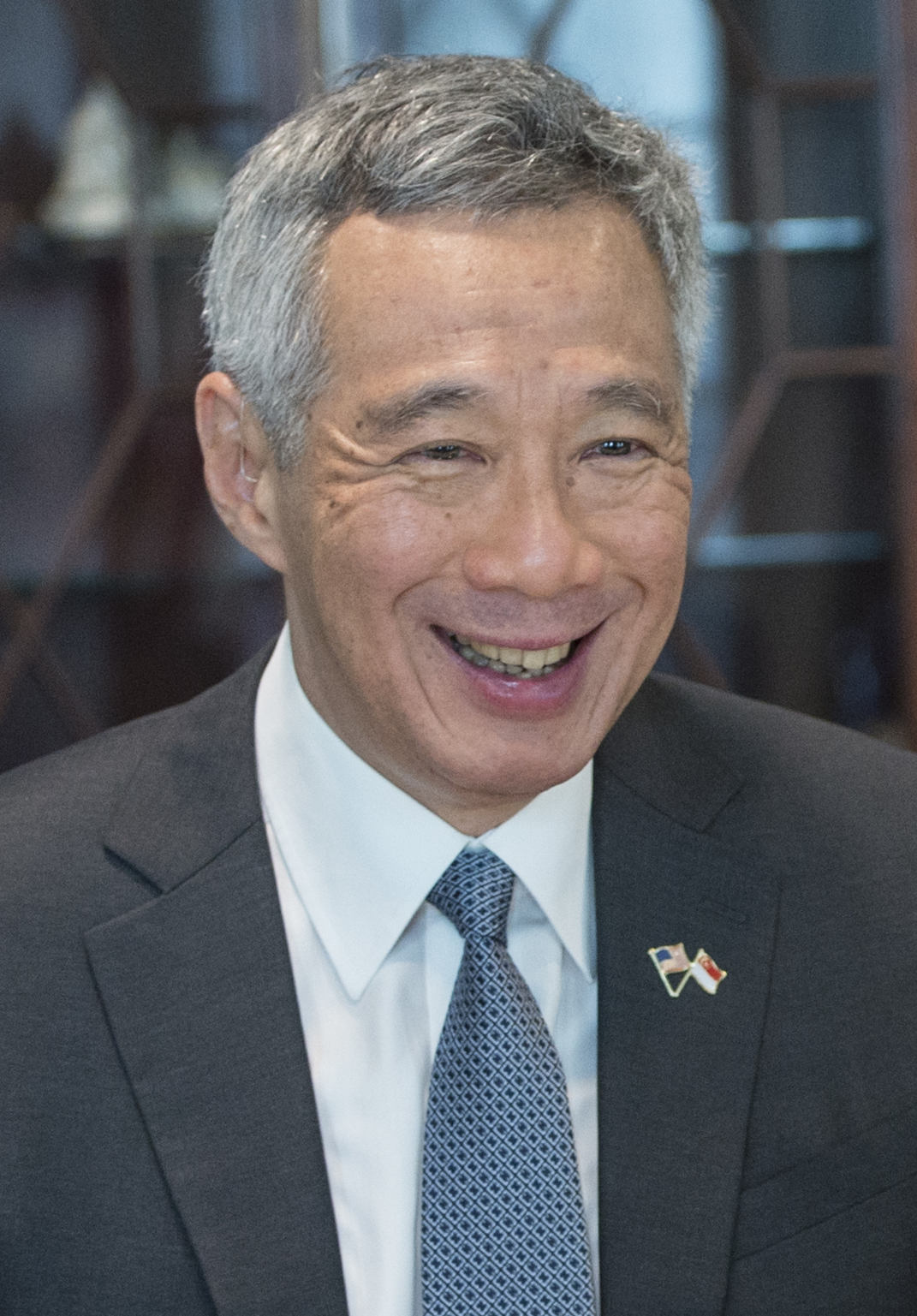
SIN Lee Hsien Loong, Premier ministre Invité
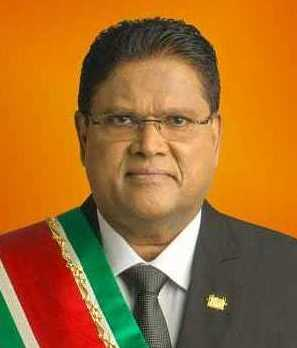
SUR Chan Santokhi, président Président de la CC de 2022
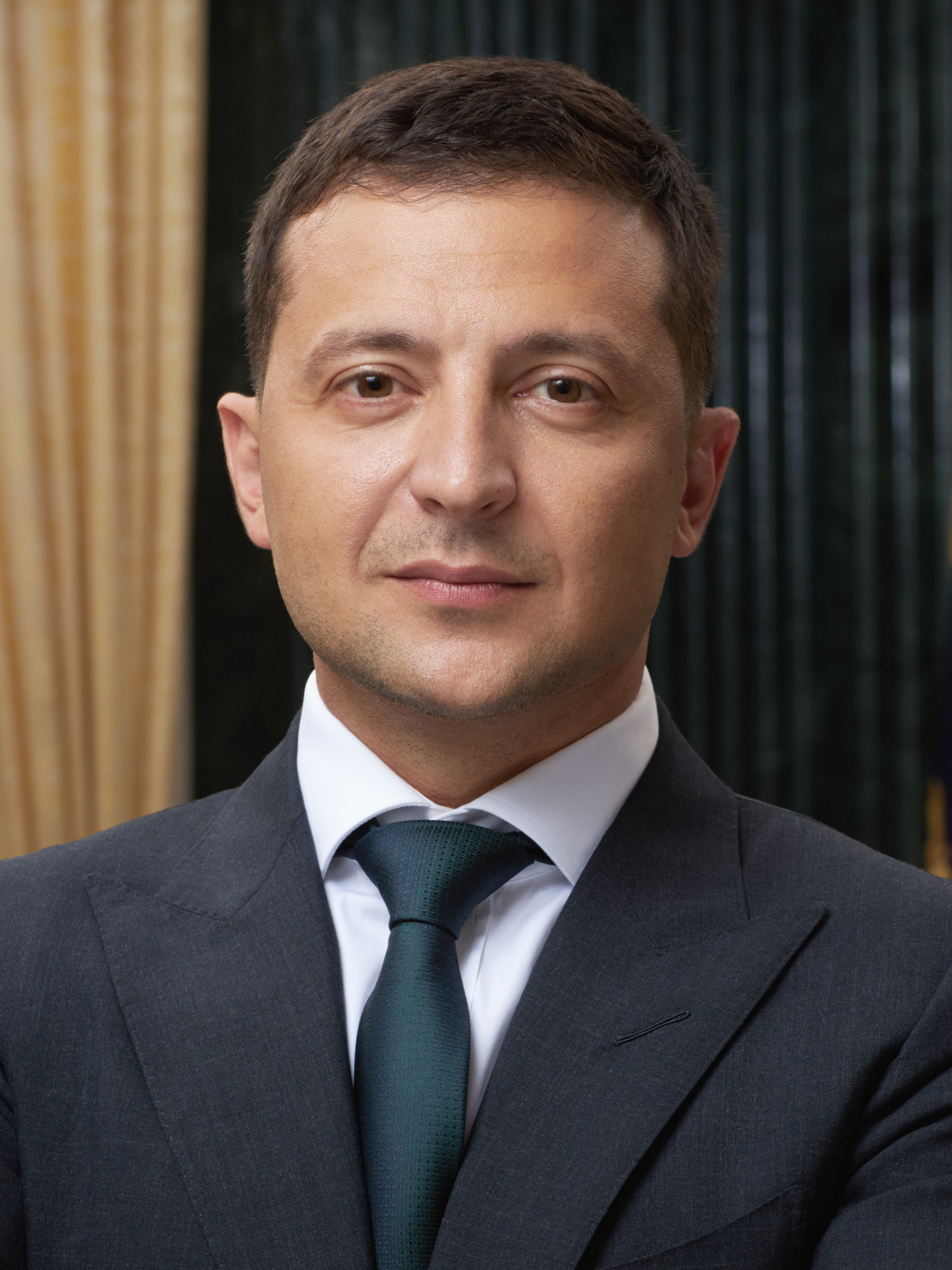
UKR Volodymyr Zelensky, Président Invité

- Cambodge

Hun Sen, Premier ministre 

 Président de l'ANASE de 2022
- Émirats arabes unis

Mohammed ben Zayed Al Nahyane, président

Invité[8]
- Espagne

Pedro Sánchez, président du gouvernement 

 Invité permanent
- Fidji

Frank Bainimarama, Premier ministre 

 Président de l'FIP de 2022[9]
- Pays-Bas

Mark Rutte, Premier ministre[10]

 Invité permanent
- Rwanda

Paul Kagame, président 

 Président du NEPAD de 2020
- Sénégal

Macky Sall 

 Président, président de l'UA de 2022
- Singapour

Lee Hsien Loong, Premier ministre

Invité[11]
- Suriname

Chan Santokhi, président 

 Président de la CC de 2022[9]
- Ukraine

Volodymyr Zelensky, Président

Invité[12]

## Autres thèmes

### Changement de présidence
La présidence indonésienne dans l'ordre réel doit se tenir en 2023, avec celle de l'Inde en 2022. Cependant, en raison de la présidence indonésienne de l'ASEAN en 2023, une organisation régionale importante, l'Indonésie a demandé au gouvernement indien de changer de présidence. L'Inde a accepté l'échange et l'Indonésie a donc occupé la présidence en 2022.

### La Russie et l'Ukraine
À la suite de l'invasion russe de l'Ukraine, certains pays ont appelé à l'exclusion du président russe Vladimir Poutine du G20. En mars 2022, le ministre polonais du Développement économique, Piotr Nowak, a déclaré avoir présenté une proposition visant à exclure la Russie des réunions avec les États-Unis, proposition à laquelle le président américain Joe Biden a par la suite indiqué son soutien. Le porte-parole du ministère des Affaires étrangères de la Chine, Wang Wenbin, a rejeté ces appels, affirmant qu'aucun membre n'avait le droit de retirer un autre pays en tant que membre. Le Premier ministre canadien Justin Trudeau a déclaré que le groupe devrait « réévaluer » la participation de la Russie. Bien que l'ancien Premier ministre australien Scott Morrison ait déclaré qu'il n'assisterait pas à un sommet auquel participerait Poutine, son successeur Anthony Albanese a indiqué qu'il assisterait à la conférence indépendamment de la présence de la Russie.
Le gouvernement indonésien tente de garder l'invasion russe de l'Ukraine hors de l'ordre du jour de la réunion. La ministre des Affaires étrangères, Retno Marsudi, a déclaré que le gouvernement de son pays tiendrait compte des points de vue et des suggestions des autres membres, mais que ce sommet est censé se concentrer sur la pandémie et la reprise économique.
En avril 2022, la secrétaire au Trésor des États-Unis, Janet Yellen, a déclaré qu'elle ne participerait pas aux sessions du sommet de Bali qui incluent des délégués russes. Lors de la 2e réunion des ministres des Finances et des gouverneurs de banque centrale plusieurs semaines plus tard, divers responsables des finances, dont Yellen, la présidente de la Banque centrale européenne Christine Lagarde, la vice-première ministre canadienne Chrystia Freeland et le ministre ukrainien des Finances Serhiy Marchenko se sont retirés lorsqu'un délégué russe a commencé à prendre la parole lors de l'événement. Lors d'une conférence de presse quelques jours plus tard, Freeland a déclaré que le Canada voulait que la Russie soit retirée du G20 et que les délégués canadiens ne participeraient pas aux réunions incluant la Russie. Elle a déclaré que le retrait de la Russie était un sujet de conversation important parmi les délégués aux réunions, bien qu'il n'y ait pas eu d'unanimité sur le fait que la Russie devrait être retirée. Le président indonésien Joko Widodo a ensuite invité le président ukrainien, Volodymyr Zelensky, à la conférence, tandis que Poutine a confirmé lors d'un appel téléphonique avec Widodo qu'il assisterait également à la conférence.